# 瑞典奧林匹克委員會
瑞典奧林匹克委員會（瑞典語：Sveriges Olympiska Kommitté），是瑞典的國家奧林匹克委員會。該組織成立於1913年，是國際奧林匹克委員會和歐洲奧林匹克委員會成員國。1896年，首次派員參加在希臘雅典舉辦的第一屆現代奧運會。
現時，瑞典奧林匹克委員會的總部設在斯德哥爾摩，主席是Hans von Uthman。

## 資料來源
1. ↑  .   [2014-06-29]. （原始内容存档于2010-09-16）.